# Black Knight (TV-serie)
Black Knight är en sydkoreansk science fiction och actionserie från 2023. Den hade premiär på strömningstjänsten Netflix den 12 maj 2023. Serien är skapad av Cho Ui-seok, Shin Yeon-ju, Kim Hyun-deok och baserad på Lee Yoon-gyun's webtoon Delivery Knight.

## Handling
Serien utspelar sig år 2071 när extrema luftföroreningar förvandlat merparten av den koreanska halvön till ödemark och utplånat allt liv utom 1% av dess ursprungliga befolkning. Överlevarna är tvungna att bära andningsskydd och förlita sig på Riddarna, specialiserade leverantörer, för att tillhandahålla dem förnödenheter. En dag träffar en legendarisk riddare vid namn 5-8 en pojke vid namn Sa-Wol, som önskar bli en Riddare. Han bestämmer sig för att träna honom så att han kan uppnå sin dröm.

## Roller i urval
- Kim Woo-bin - 5-8

- Song Seung-heon - Ryu Seok
- Kang Yoo-seok - Sa-wol
- Esom - Seol-ah
- Jin Kyung - president
- Roh Yoon-seo - Seul-ah